# Clare O'Leary
Clare O'Leary (1972) es una  gastroenteróloga irlandesa, escaladora de montañas y aventurera. Fue la primera mujer irlandesa en escalar el Monte Everest y completar las Siete Cumbres.

## Carrera

### Medicina
O'Leary desarrolló un interés en la medicina, y en el cáncer en particular, cuando su tío murió de cáncer de pulmón durante su infancia. Después de graduarse de la University College Cork, pasó más de diez años entrenando y trabajando en el Hospital Universitario de Cork. Trabaja como gastroenteróloga y médica general en South Tipperary General Hospital. También es patrona de la Caridad del Hospital Universitario de Cork.

### Montañismo y aventura
O'Leary hizo su fama en el alpinismo en 2004, cuando se convirtió en la primera mujer irlandesa en llegar a la cima del Monte Everest, habiendo fracasado en su primer intento en 2003 debido a una gastroenteritis. Subió como miembro de la Wyeth Irish Everest Expedition, dirigida por Pat Falvey. También se convirtió en la primera mujer irlandesa en ascender al pico del Himalaya Ama Dablam y en escalar las Siete Cumbres, las montañas más altas de cada continente. En 2008, O'Leary se unió a la expedición Beyond Endurance liderada por Falvey al Polo Sur, lo que la convirtió en la primera mujer en esquiar con éxito en el Polo Sur.
En 2012, O'Leary y Mike O'Shea emprendieron una serie de expediciones en curso que llamaron el Proyecto de Hielo; su objetivo es cruzar todas las capas de hielo más grandes del mundo. Algunas de estas expediciones incluyeron cruces del Campo de Hielo Patagónico del Norte, la capa de hielo de Groenlandia y el Lago Baikal. En 2014, planearon intentar esquiar al Polo Norte después de que su viaje al Polo Norte en 2012 fuera cancelado debido a un problema de logística; este intento será el cuarto de O'Leary y el segundo de O'Shea. Esperaban ser los primeros irlandeses en llegar al Polo Norte. Un viaje exitoso al Polo Norte también haría que O'Leary fuese la segunda mujer en escalar las Siete Cumbres y alcanzar ambos polos.
En 2013, la ruta ferroviaria entre Bandon e Innishannon en el condado de Cork se llamó «Dr Clare O'Leary Walk» para conmemorar sus logros.

## Vida personal
O'Leary vive en Clonmel, y está en una relación con Mike O'Shea, con quien con frecuencia se asocia para sus expediciones.